# Микелс, Тед В.
Тед В. Микелс (англ. Ted V. Mikels; 29 апреля 1929[…], Сент-Пол — 16 октября 2016, Лас-Вегас, Невада) — американский независимый кинематографист: продюсер, режиссёр, актёр, сценарист, оператор, монтажёр. Работал преимущественно над фильмами ужасов категории B.

## Биография
Теодор Винсент Микашевич родился 29 апреля 1929 года в городе Сент-Пол (штат Миннесота, США). Отец — эмигрант из Хорватии, работал мясником; мать эмигрировала из Румынии, трудилась фитотерапевтом. Когда мальчик учился в третьем классе, его семья переехала в город Портленд (штат Орегон), где отец занялся фермерством. В это же время семья официально сменила свои фамилии с Микашевич на Микелс. К 15 годам юноша регулярно появлялся на сценах местных небольших театров, активно интересовался фотографией и кинооператорской работой. В 1950-х годах Микелс переехал в город Бенд (штат Орегон), где вступил в театральную труппу Bend Community Players, а также основал собственную кинопроизводственную компанию. Вскоре он начал снимать образовательные документальные фильмы и короткие драматические очерки. В 1955—1958 годах выступил в роли дублёра-каскадёра в трёх кинофильмах, съёмки которых проходили неподалёку.
В начале 1960-х годов Микелс уехал в Калифорнию, где на протяжении примерно трёх десятилетий жил в городе Глендейл в необычном доме, декорированном под за́мок. Очень скоро он стал известен свои весёлым образом жизни (в частности, в его доме всегда одновременно находились 6—8 девушек, которых он «учил, как снимать фильмы, как стать гардеробщицами, гримёрами»); а также с 1963 года начал самостоятельно производить низкобюджетные кинокартины: во многих из них он выступал одновременно и продюсером, и режиссёром, и актёром, и сценаристом, и оператором, и монтажёром. Вскоре Микелс, с помощью известного актёра и продюсера Джона Хаусмана, открыл студийный офис. Он внёс вклад в ряд крупнобюджетных голливудских картин, но всегда на скромных должностях: консультант, ассистент монтажёра и т. п. Поскольку Микелс снимал свои независимые картины, с целью экономии средств, в окрестностях Лас-Вегаса (штат Невада), то в начале 1990-х он переехал жить в этот город. В 1993 году он открыл там студию TVM Studios.
28 августа 2005 года лейтенант-губернатор Невады Лоррейн Хант вручила Микелсу «свидетельство признания» за вклад в киноиндустрию: это было сделано в день премьеры ленты «Сердце мальчика» — единственного его фильма, имеющего рейтинг G.
«Фирменные знаки» Микелса, без которых его мало кто видел — это зуб кабана на шее и усы в форме велосипедного руля.
Тед В. Микелс скончался 16 октября 2016 года в Лас-Вегасе от колоректального рака. Ему было 87 лет, и до последних дней он продолжал заниматься производством фильмов. За свою карьеру Микелс стал продюсером тридцати трёх лент, режиссёром — двадцати шести, сыграл роли в двадцати шести картинах, стал сценаристом к двадцати двум.
Теда В. Микелса пережили 6 детей, 23 внука и внучек, 50 правнуков и правнучек.
Личная жизнь
В 1948 году Микелс женился на девушке по имени Женева Кирш. Позднее (год неизвестен) последовал развод, от брака остались шестеро детей. 

## Избранная фильмография

### Актёр
- 1968 — Астро-зомби[англ.] / The Astro-Zombies — барабанщик в ночном клубе[5]
- 1973 — Кровавая оргия дьяволиц[англ.] / Blood Orgy of the She-Devils — охотник на ведьм[5]
- 1973 — Отряд «Куколка»[англ.] / The Doll Squad — охранник[5]
- 2004 — Злоумышленник / Malevolence — Рене Кардоза-мл, кинопродюсер

В роли самого себя
- 1988 — Невероятно странный киносеанс[англ.] / The Incredibly Strange Film Show — в выпуске Ted V. Mikels
- 2010 — Американский грайндхаус / American Grindhouse
- 2011 — Отец, снимавший грязные фильмы[англ.] / Dad Made Dirty Movies

### Прочие работы
- 1955 — Индейский воин / The Indian Fighter — дублёр-каскадёр[5]
- 1957 — Орегонский проход[англ.] / Oregon Passage — дублёр-каскадёр[5]
- 1958 — Тонка[англ.] / Tonka — дублёр-каскадёр[5]
- 1963 — Ударь меня насмерть[англ.] / Strike Me Deadly — монтажёр, оператор, сценарист, продюсер
- 1965 — Оргия мёртвых / Orgy of the Dead — ассистент режиссёра[5]
- 1966 — Агент для H.A.R.M.[англ.] — оператор[5]
- 1966 — Чёрный клановец[англ.] / The Black Klansman — монтажёр, продюсер
- 1967 — Проказница Каталина[англ.] / Catalina Caper — оператор
- 1968 — Девушка в золотых сапожках[англ.] / Girl in Gold Boots — продюсер
- 1968 — Астро-зомби[англ.] / The Astro-Zombies — монтажёр, сценарист, продюсер
- 1971 — Перемалыватели трупов[англ.] / The Corpse Grinders — монтажёр (в т. ч. звука и музыки), сценарист, продюсер
- 1972 — Трупы детям не игрушка[англ.] / Children Shouldn't Play with Dead Things — исполнительный продюсер
- 1973 — Кровавая оргия дьяволиц[англ.] / Blood Orgy of the She-Devils — монтажёр, сценарист, продюсер
- 1973 — Отряд «Куколка»[англ.] / The Doll Squad — оператор[5], монтажёр, сценарист, продюсер
- 1979 — Ракета Икс — Тайная миссия «Нейтронная бомба»[англ.] / Missile X – Geheimauftrag Neutronenbombe — сценарист, продюсер (англоязычная адаптация)
- 1982 — Последствия[англ.] / The Aftermath — сопродюсер[5]